# Rodrigo Teixeira
Rodrigo Teixeira, brazilski poklicni rolkar, * 19. september 1973, Brazilija.
Teixeira je kljub svoji mladosti zaradi svojih neverjetnih sposobnosti eden najbolj znanih brazilskih rolkarjev. Njegov položaj na rolki je goofy, ker pa je zelo dober v switch rolkanju, mu položaj že skoraj ni več pomemben.
| - Flip (2006 - ) - éS (2000 - ) - Fury (2001 - ) - Hurley (??? - ) - Ricta (??? - ) - CCS (2007 - ) - The Firm (??? - 2006) - Crail (??? - 2001) | - éSpecial (éS, 2007) - Can't Stop The Firm (The Firm, 2003) - Make It Happen Focker (Digital, 2001) - Menikmati (éS, 2000) - 411vm 64 (411vm, ???) - 411vm 51 (411vm, ???) - 411vm 41 (411vm, 2000) - 411vm best of 7 (411vm, ???) |